# フリアン・フェルナンデス (野球)
フリアン・アントニオ・フェルナンデス（Julián Antonio Fernández, 1995年12月5日 - ）は、ドミニカ共和国サント・ドミンゴ州ボカ・チカ出身のプロ野球選手（投手）。右投右打。MLBのワシントン・ナショナルズ所属。

## 経歴

### プロ入りとロッキーズ傘下時代
2012年7月2日にコロラド・ロッキーズとマイナー契約を結んでプロ入り。
2013年、傘下のルーキー級ドミニカン・サマーリーグ・ロッキーズでプロデビュー。10試合に登板し、1勝1敗、防御率7.94、7奪三振を記録した。
2014年もルーキー級ドミニカン・サマーリーグ・ロッキーズでプレーし、18試合に登板して1勝0敗、防御率5.60、15奪三振を記録した。
2015年はパイオニアリーグのルーキー級グランドジャンクション・ロッキーズで4試合に登板し、防御率3.60だった。8月からプレーしたルーキー級ドミニカン・サマーリーグ・ロッキーズでは24試合に登板して3勝2敗4セーブ、防御率3.55、29奪三振を記録した。
2016年はA-級ボイシ・ホークスでプレーし、21試合に登板して1勝2敗13セーブ、防御率1.17、19奪三振を記録した。
2017年はA級アッシュビル・ツーリスツでプレーし、51試合に登板して1勝2敗3セーブ、防御率3.26、57奪三振を記録した。

### ジャイアンツ時代
2017年12月14日のルール・ファイブ・ドラフトでサンフランシスコ・ジャイアンツから指名を受け、移籍した。
2018年は右肘の故障で60日間の故障者リスト入りし、トミー・ジョン手術を受けたため、同年はシーズンを全休した。

### マーリンズ時代
2018年11月19日にウェイバー公示を経てマイアミ・マーリンズへ移籍した。
2019年も年間通じて故障者リストで過ごし、全休した。

### ロッキーズ時代
2019年10月19日、ルール・ファイブ・ドラフトの規約でロッキーズに戻ることになった。
2021年9月5日のアトランタ・ブレーブス戦（クアーズ・フィールド）でメジャー初登板を果たした（3番手で登板して1.2イニングを投げるも3失点）。この年メジャーではこの試合を含めて6試合に登板するも、防御率10.80と首脳陣の期待に応えることが出来なかった。オフには初めてドミニカのウィンターリーグに参加。アギラス・シバエーニャスに所属した。
2022年の開幕はマイナー・オプションでAAA級アルバカーキ・アイソトープスで迎えるも、メジャーでの登板機会が無いまま6月11日にジェイク・バードのメジャー昇格に伴いDFAとなり、16日にショーン・ブシャーと入れ替わって正式にAAA級アルバカーキに降格し、レギュラーシーズン終了後の10月12日にFAとなった。この年もドミニカのウィンターリーグに参加。この年もシバエーニャスに所属した。

### ブルージェイズ傘下時代
2022年12月29日にトロント・ブルージェイズとマイナー契約を結び、翌2023年のスプリングトレーニングには招待選手として参加するも、開幕はAAA級バッファロー・バイソンズで迎えた。開幕後もメジャーで登板する機会が無いまま5月25日に自由契約となった。この年はシーズン終了まで無所属で過ごした。オフは3年連続でドミニカのウィンターリーグに参加。この年はエストレージャス・オリエンタレスとギガンテス・デル・シバオに所属した、

### メキシカンリーグ時代
2024年4月11日にメキシカンリーグのベラクルス・イーグルスと契約を結んだ。この年は34試合に登板して1勝1敗19セーブ、防御率1.82、43奪三振を記録した。オフにFAとなった。また、同年はメキシカンリーグのオールスターメンバーに選出された。

### ドジャース時代
2025年1月6日にロサンゼルス・ドジャースとマイナー契約を結び、同年のスプリングトレーニングには招待選手として参加したが、開幕はAAA級オクラホマシティ・コメッツで迎えた。7月7日にメジャー契約を結んでアクティブ・ロースター入りし、同日のミルウォーキー・ブルワーズ戦にメジャーで4シーズンぶりとなる登板を果たしたものの、クリスチャン・イエリッチに本塁打を浴びた。翌8日にマイナー・オプションでAAA級オクラホマシティに降格し、8月15日にバディ・ケネディを獲得したことに伴いDFAとなり、40人枠から外れた。結局、ドジャースでは前述の1試合に登板しただけに終わった。

### ナショナルズ時代
2025年8月17日にウェイバー公示を経てワシントン・ナショナルズに移籍し、マイナー・オプションでAAA級ロチェスター・レッドウィングスに配属された。

## 投球スタイル
| 球種           | 割合 | 平均球速 | 平均球速 | 最高球速 | 最高球速 |
| 球種           | %    | mph      | km/h     | mph      | km/h     |
| フォーシーム   | 84.6 | 99       | 159.3    | 165.4    | 165.1    |
| チェンジアップ | 15.4 | 89.3     | 143.7    | 92.4     | 148.7    |

最速102.8mph(約165.4km/h)、平均99mph(約159.3km/h)の直球が投球の8割以上を占めるパワーピッチャー。変化球は、チェンジアップを投げる。

## 詳細情報

### 年度別投手成績
| 年 度    | 球 団    | 登 板 | 先 発 | 完 投 | 完 封 | 無 四 球 | 勝 利 | 敗 戦 | セ 丨 ブ | ホ 丨 ル ド | 勝 率 | 打 者 | 投 球 回 | 被 安 打 | 被 本 塁 打 | 与 四 球 | 敬 遠 | 与 死 球 | 奪 三 振 | 暴 投 | ボ 丨 ク | 失 点 | 自 責 点 | 防 御 率 | W H I P |
| -------- | -------- | ----- | ----- | ----- | ----- | -------- | ----- | ----- | -------- | ----------- | ----- | ----- | -------- | -------- | ----------- | -------- | ----- | -------- | -------- | ----- | -------- | ----- | -------- | -------- | ------- |
| 2021     | COL      | 6     | 0     | 0     | 0     | 0        | 0     | 0     | 0        | 0           | ----  | 33    | 6.2      | 9        | 2           | 4        | 0     | 0        | 4        | 1     | 0        | 8     | 8        | 10.80    | 1.95    |
| MLB：1年 | MLB：1年 | 6     | 0     | 0     | 0     | 0        | 0     | 0     | 0        | 0           | ----  | 33    | 6.2      | 9        | 2           | 4        | 0     | 0        | 4        | 1     | 0        | 8     | 8        | 10.80    | 1.95    |

- 2024年度シーズン終了時

### 年度別守備成績
| 年 度 | 球 団 | 投手（P） | 投手（P） | 投手（P） | 投手（P） | 投手（P） | 投手（P） |
| 年 度 | 球 団 | 試 合     | 刺 殺     | 補 殺     | 失 策     | 併 殺     | 守 備 率  |
| ----- | ----- | --------- | --------- | --------- | --------- | --------- | --------- |
| 2021  | COL   | 6         | 2         | 0         | 0         | 0         | 1.000     |
| MLB   | MLB   | 6         | 2         | 0         | 0         | 0         | 1.000     |

- 2024年度シーズン終了時

### 背番号
- 30 (2021年)
- 62 (2025年7月7日)